# Club Deportivo Aurrerá de Vitoria
|  | No s'ha de confondre amb Club Deportivo Vitoria o Club Deportivo Aurrerá Ondarroa. |

El Club Deportivo Aurrerá de Vitòria és un club esportiu basc de Vitòria, Álava, al País Basc. Fundat el 1935, actualment juga a Tercera Divisió – Grup 4, i disputa els partits de casa a l'Estadi Olaranbe, amb una capacitat de 4,000 seients.
Està associat a l'equip professional local Deportivo Alavés. La secció femenina de l'Aurrerá competeix a la segona divisió femenina.
A més de l'equip de futbol, el club té seccions d'hoquei sobre patins, futsal, atletisme, archery i inline patinatge de velocitat.
- 8 temporades a Segona Divisió B
- 12 temporades a Tercera Divisió

## Jugadors notables
- Álvaro
- Aritz Aduriz
- Eduardo Estíbariz